# Dutch Junior Masters
De Dutch Junior Masters is een toernooi voor internationale golfers die op 1 januari van het jaar 21 jaar of jonger zijn. Het toernooi vindt traditioneel plaats op de Westfriese Golfclub in het laatste weekend van augustus.
Er kunnen 92 spelers meedoen. De jongens moeten handicap 4 hebben, de meisjes handicap 6. Bij het Internationaal Jeugd Open op Toxandria is dat resp. 3 en 4. Op de eerste dag worden 36 holes gespeeld, daarna is er een cut. Op de tweede dag worden nogmaals 36 holes gespeeld.
Bekende oud-deelnemers zijn Joost Luiten, Wil Besseling, Tim Sluiter, Floris de Vries, Taco Remkes, Sam Hutsby en Chris Wood.
Als er drie speelsters van één land zijn, wordt dat als een team beschouwd, en spelen zij behalve voor hun individuele score ook voor een teamscore. Hiervoor is in 1996 een wisselbeker beschikbaar gesteld. Mocht de teamprijs drie keer op rij of vijf keer in totaal zijn gewonnen dan mag het desbetreffende team de beker houden. Dit is gebeurd in 2009, toen het Engelse team voor het derde jaar op rij de prijs won.
In 2009 won de 18-jarige James Webber van Three Rivers, Essex. Eerder dat jaar werd hij Essex Colts Kampioen. Hij maakt deel uit van het nationale jeugdteam (Under 18). In 2010 zullen net als in voorgaande jaren weer 6 nationale spelers uit Engeland meedoen, incl. Webber.
In 2010 is de  20ste editie van de Junior Masters, het vindt plaats op de Westfriese Golfclub. Wil Besseling heeft zich beschikbaar besteld als ambassadeur van dit toernooi. 

## Winnaars

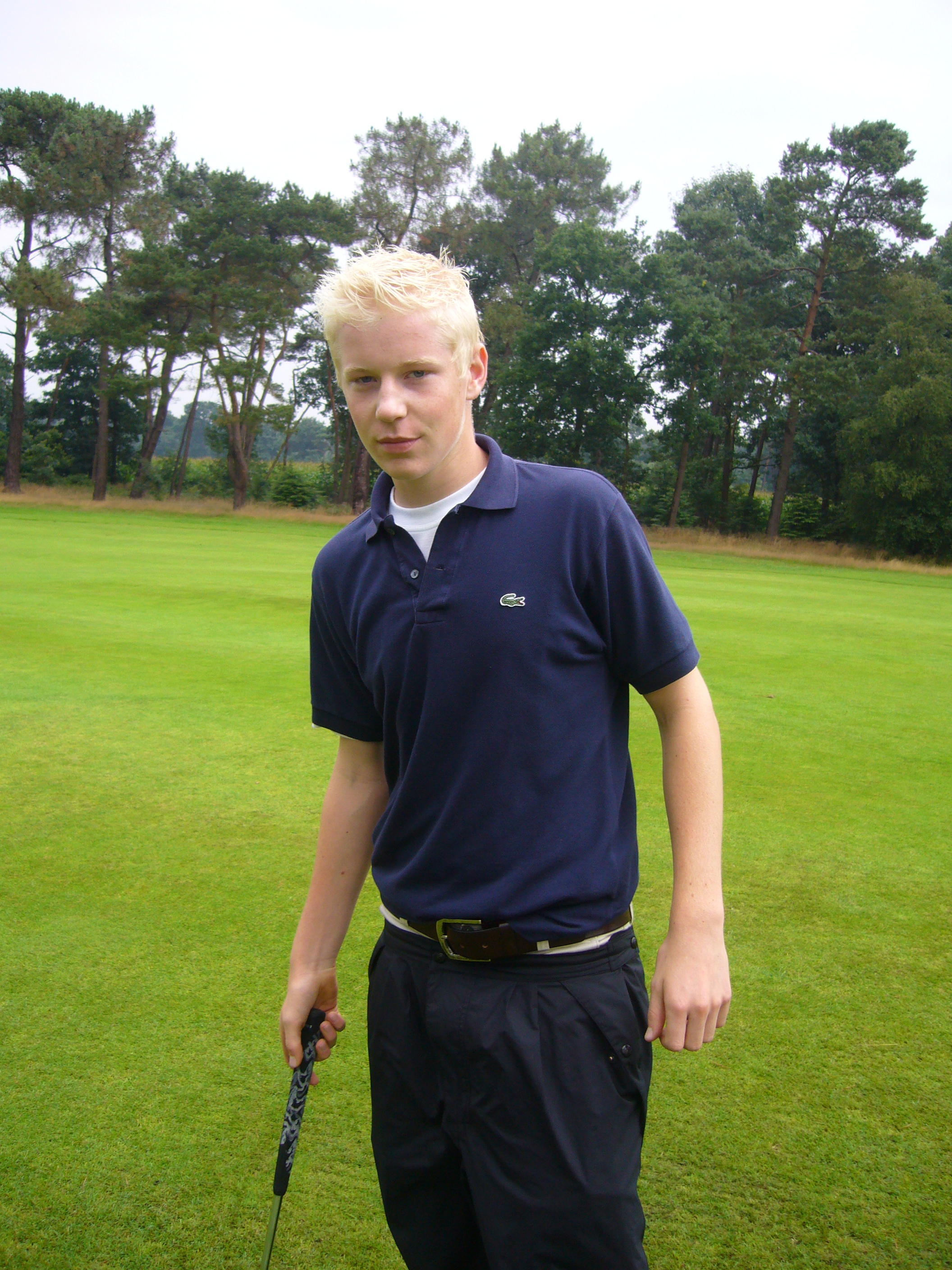
Willem Vork, winnaar 2008

| Jaar | Winnaar          | Winnares               | Landenteam                        |
| ---- | ---------------- | ---------------------- | --------------------------------- |
| 1991 | Diederik Lauman  | Mariëlle Leroy         |                                   |
| 1992 | Shawn Quinliven  | Machteld Korenhof      |                                   |
| 1993 | Ralph Staal      | Flora Tjalma           |                                   |
| 1994 | Ralph Staal      | Machteld Korenhof      |                                   |
| 1995 | Tjeerd Staal     | Anneline Bruins Slot   |                                   |
| 1996 | Jered Kakman     | Anneline Bruins Slot   | Tsjechië (Golf Club Karlo Vivary) |
| 1997 | Jorgen Holmquist | Anna Gertsson          | Zweden                            |
| 1998 | Andreas Rydholm  | Ingrid Diepen          | Zweden                            |
| 1999 | James Edwards    | Dewi-Claire Schreefel  | Nederland                         |
| 2000 | Ricardo Santoz   | Dewi-Claire Schreefel  | Nederland (meisjes)               |
| 2001 | George Gleichman | Willemijn Schonewille  | Zwitserland (jongens)             |
| 2002 | Wouter de Vries  | Christel Boeljon       | Nederland (Golfclub Kagerzoom)    |
| 2003 | Taco Remkes      | Stephanie Snellerwaard | =                                 |
| 2004 | Floris de Haas   | =                      | Engeland (jongens)                |
| 2005 | Sander van Duijn | Mai Schedt             | Denemarken                        |
| 2006 | Floris de Vries  | Maaike Naafs           | Nederland (Noordwijkse Golfclub)  |
| 2007 | Daan Huizing     | Lina Vedel Hansen      | Engeland (jongens)                |
| 2008 | Willem Vork      | Lianne Jansen          | Engeland (jongens)                |
| 2009 | James Webber     | Matilda Castren        | Engeland (jongens)                |
| 2010 | Curtis Griffiths | Ksenia Eremina         | Engeland (jongens)                |